# 塔爾巴哈臺參贊大臣
塔爾巴哈臺參贊大臣，清代中國新疆塔爾巴哈臺地區的駐劄大臣。乾隆二十九年（1764年）置一人。首任大臣為伍岱，初駐雅爾地方之肇豐城（今哈薩克斯坦烏爾扎爾），受伊犁將軍節制。乾隆三十年（1765年），參贊大臣阿桂因雅爾氣候寒冷，奏請移駐楚呼楚（今新疆塔城市），並修築新城。次年（1766年）新城竣工，乾隆皇帝賜名綏靖城，並改地名為塔爾巴哈臺，駐劄大臣遂稱塔爾巴哈臺參贊大臣。光緒十四年（1888年），新疆分置州縣，置塔爾巴哈臺直隸廳，裁撤塔爾巴哈臺參贊大臣，移伊犁副都統來駐並改稱“塔爾巴哈臺副都統”。1916年，民國政府裁撤塔爾巴哈臺副都統，置塔城道。

## 屬員
- 塔爾巴哈臺領隊大臣，二員，俱為乾隆三十年（1765年）置。
  - 協辦領隊大臣一員，專管東路卡倫事務。
  - 專理遊牧領隊大臣一員，兼專管東路卡倫。
    - 章京三員：印房、糧餉、駝馬各一員。
    - 筆帖式二員
    - 委筆帖式十員：印房二員、摺房一員、營務處一員、糧餉駝馬處一員、領隊檔房一員、遊牧檔房一員、軍臺三員。
    - 卡倫侍衛十二員：管軍臺一員、管營務處一員，其餘十員在卡倫當差。
- 管糧理事撫民同知一員

### 各營額缺
塔爾巴哈臺參贊大臣所屬滿洲、錫伯、索倫（鄂溫克、達斡爾）、察哈爾、厄魯特、綠營諸營官：
滿營
- 協領一員，佐領四員，防禦三員，驍騎校七員

錫伯營
- 佐領一員，驍騎校一員

索倫營
- 驍騎校一員

察哈爾營
- 佐領一員，驍騎校一員

厄魯特營
- 佐領一員，驍騎校一員

綠營
- 總理屯務官一員（副將或參將）
  - 協理屯務兼管城守營官一員（遊擊或都司、守備），分理屯務官二員（都司或守備），千總九員、經制外委八員。